# Wharemauku Stream

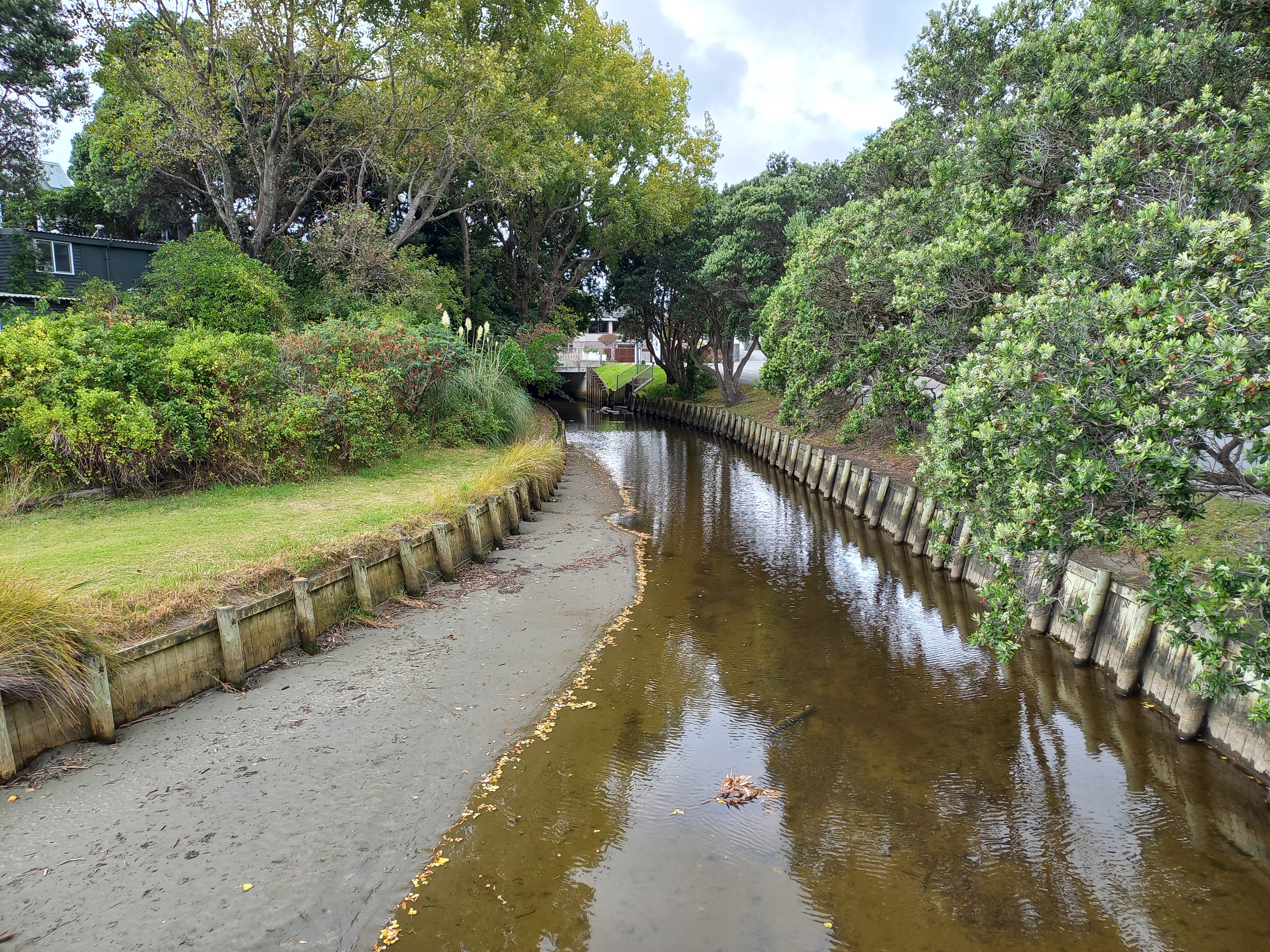
Le Wharemauku Stream.

Le Wharemauku Stream est un cours d’eau du District de Kapiti Coast dans le sud-ouest de l’île du Nord de la Nouvelle-Zélande.

## Situation
Sa source est située dans la vallée de Maungakotukutuku et son flux passe à travers la localité de Paraparaumu, allant jusqu’à celle de Raumati Beach avant d’atteindre la mer de Tasman sur le côté nord du jardin marin de Raumati (en).

## Trajet
De sa source jusqu’à la mer, le cours d’eau passe successivement : à travers le terrain de ‘Kapiti Golf Course’, ‘Kaitawa Reserve’, sous la ligne de chemin de fer de la ligne principale de l’île du nord (en) et l’ancienne route State Highway 1, le centre commercial de la ligne de côte, une partie de l’aéroport de Paraparaumu, et finalement le Weka Park (en).
De nombreux petits cours d’eau sans nom rejoignent la rivière Wharemauku Stream et un chemin de randonnée d’approximativement 3 kilomètres (2 mi) de long, le suit de ‘Rimu Road’ jusqu’à « Weka Park ».